# L'omicidio è un affare serio
L'omicidio è un affare serio (Malice Aforethought) è un romanzo giallo dell'autore inglese Francis Iles (pseudonimo di Anthony Berkeley Cox, autore del romanzo Il caso dei cioccolatini avvelenati) ed è composto da 13 capitoli più un prologo. Questo romanzo è tratto da un fatto di cronaca nera ed è una pietra miliare dei romanzi gialli. Sin dall'incipit sappiamo chi è l'assassino e chi è la vittima predestinata (Fu solo diverse settimane dopo aver deciso di uccidere sua moglie che il dottor Bickleigh incominciò a mettere in atto il suo proposito), ma non sappiamo se l'assassino riuscirà nel suo intento e, in questa eventualità, con quale mezzo e con quali conseguenze.

## Personaggi
- Edmund "Teddy" Bickleigh : dottore di provincia
- Julia Bickleigh : l'insopportabile moglie del dottor Bickleigh
- Ivy Ridgeway : amante del dottor Bickleigh
- Madeleine Cranmere : amica del dottor Bickleigh
- Gwynyfryd Rattery : amica del dottor Bickleigh
- Denny Bourne : amico di Julia e Edmund

## Trama
Il dottor Bickleigh vive e lavora in un piccolo paese di provincia, odia sua moglie (che lo tiranneggia tutte le volte che ne ha l'occasione) tanto che il suo più grande desiderio è che muoia. Il dottore ama le donne, tutte le donne (ma non sua moglie) ed ha un'amante, Ivy Ridgeway, ma desidera anche altre donne. Durante una festa a casa sua conosce Madeleine Cranmere e la desidera perdutamente. La signorina Madeleine sta diventando piano piano un'amica del dottor Bickleigh e lui si sta innamorando di lei, ma lui ha alcuni problemi da risolvere. Mentre l'amicizia tra il dottore e Madeleine diventa sempre più forte, i suoi problemi diventano sempre più pressanti. Il primo problema che il dottore deve risolvere è che ha già un'amante nella signorina Ivy. Per risolvere questo problema, decide di affrontarlo con estrema determinazione. Il dottore e la sua amante Ivy si incontrano in un luogo piuttosto isolato e li Edmund dice a Ivy che vuole troncare la loro relazione. La sua amante Ivy gli risponde che non ha nessuna intenzione di troncare la loro relazione ma poi, per sua fortuna (il dottore aveva già pensato di risolvere il suo problema spingendola nel burrone), cambia idea. Questo primo problema è stato risolto.
Con il passare del tempo la relazione tra Edmund e Madeleine sta diventando una cosa sempre più coinvolgente. Edmund è felice, pensa di dire tutto a sua moglie, ma Madeleine glielo impedisce. Con il passare dei giorni non riesce a reggere il peso della sua nuova felicità, per cui prende la decisione di confessare tutto a sua moglie. Lei gli chiede se è una cosa seria o se è una sua storia passeggera come tutte le altre che ha già avuto in passato. Il dottore gli dice che è veramente innamorato della signorina Madeleine e che ha intenzione di sposarla. Allora tra loro fanno un patto, la situazione rimarrà così com'è, Edmund potrà andare a trovare Madeleine tutte le volte che vuole ma senza dare scandalo. Se dopo un anno e se dopo saranno ancora innamorati lei si farà da parte e gli concederà il divorzio.
Il dottore è felice di quello che gli ha promesso sua moglie, ma quando Madeleine viene a sapere che Edmund ha rivelato tutto a sua moglie non rimane contenta, anzi gli dice chiaramente che non sposerà mai un uomo divorziato. Intanto i giorni passano e la signora Bickleigh è curiosa di conoscere un po' meglio la sua rivale Madeleine e va a trovarla a casa di lei. Dopo aver passato un pomeriggio con Madeleine capisce che non è la donna giusta per il suo Teddy. Quella sera stessa la signora Bickleigh dice a suo marito cosa ha fatto e quali sono state le sue conclusioni. Gli dice che, secondo il suo giudizio, Madeleine lo sta prendendo in giro, visto che si vocifera che si veda con Denny Bourne. Teddy si infuria tantissimo e lei gli dice che ha cambiato idea e che non concederà mai il divorzio in modo da evitargli di fare un grosso errore.
Edmund va da Madeleine riferendogli il contenuto della sua discussione con sua moglie e lei gli confessa che è vero che ha flertato con Denny, ma l'ha fatto solo per non far nascere pettegolezzi della loro tenera amicizia. Edmund capisce che non ha scelta, se vuole coronare il suo sogno d'amore con Madeleine si deve liberare definitivamente di sua moglie. Non è sufficiente che si separi da sua moglie, deve diventare il suo vedovo. Dopo aver pensato e ripensato e scartato moltissimi piani per vari difetti (vuole uccidere sua moglie, ma non vuole che venga scoperto il suo omicidio) trova il piano giusto per lui e per questa magnifica idea deve ringraziare sua moglie. Il romanzo continua con il dottore che mette in atto il suo piano omicida, con la morte di Julia e con il matrimonio tra la signorina Madeleine e Denny Bourne. La sua ex amante Ivy si è, nel frattempo, sposata con William Chatford e in paese si vocifera, con sempre maggior insistenza, che Edmund abbia ucciso sua moglie. Scotland Yard indaga e il dottor Bickleigh medita vendetta su chi ha messo in giro queste voci.

## Edizioni
- Francis Iles, L'omocidio è un affare serio, I bassotti,  pp 310, ISBN 978-88-8154-166-9.